# PZL Bielsko SZD-39
Die PZL Bielsko SZD-39 Cobra 17 ist ein polnisches Hochleistungs-Segelflugzeug für die Offene Klasse und in dieser Eigenschaft das letzte für einen Wettbewerb konstruierte Modell in Holzbauweise. SZD steht für Szybowcowy Zakład Doświadczalny (Segelflugzeug-Entwicklungswerk). Es wurden zwei Exemplare hergestellt.

## Entwicklung
Die Cobra 17 ist ein Parallelentwurf der Cobra 15 und wurde wie diese von Władysław Okarmus für die Teilnahme an den 1970 in Marfa stattfindenden XII. Weltmeisterschaften im Segelflug entwickelt. Im Gegensatz zu dem Standardklassenmuster mit 15 m Flügelspannweite war das Flugzeug für den Wettkampf in der Offenen Klasse vorgesehen und erhielt deshalb Tragflächen mit um zwei Meter vergrößerter Spannweite (deshalb die Bezeichnung Cobra 17). Ein weiterer Unterschied war der Einbau zweier Wasserballasttanks aus Gummi mit insgesamt 60 l in der Flügelnase, die zwei Ablasshähne im Gepäckraum und im Rumpfboden hinter dem Hauptrad aufwiesen und ein Ablassen in 55 Sekunden gewährleisteten. Der Bau beider Exemplare erfolgte im SZD-Werk in Wrocław. Die Erstflüge fanden jeweils am 17. März (Kennzeichen SP–2539) und am 30. April 1970 (SP–2540) statt und wurden von Jerzy Śmielkiewicz durchgeführt. Die Erprobung ergab ein gutes Überziehverhalten, gute Rudergängigkeit und Wirksamkeit der Bremsklappen. Die Kurvenwechselzeit betrug bei 2 × 45° etwa vier Sekunden. Die Teilnahme an der Segelflug-WM endete für die Cobra 17 mit dem Erreichen des 5. Platzes in der Offenen Klasse durch Edward Makula. Im Gegensatz zu ihrer Schwesterkonstruktion Cobra 15, von der über 280 Stück produziert wurden, blieb es für die SZD-39 bei zwei Prototypen.

## Aufbau
Die SZD-39 Cobra 17 ist im Prinzip bis auf die vergrößerte Spannweite und die Flügelballasttanks mit der SZD-36 Cobra 15 identisch. Sie ist eine Holzkonstruktion in freitragender Schulterdecker-Bauweise mit Sperrholzbeplankung und GFK-Anteilen. Der trapezförmige Tragflügel verfügt über einen durchgehenden Holm und ist mit Kunststoff beschichtet. Das freitragende T-Leitwerk verfügt über eine gepfeilte Seitenflosse und ein Pendelhöhenruder. Das Fahrwerk besteht aus einem einziehbaren Hauptrad, dessen Bremse mit den Bremsklappen gekoppelt ist, und einem gefederten Hecksporn.

## Technische Daten
| Kenngröße              | Daten                                                      |
| ---------------------- | ---------------------------------------------------------- |
| Besatzung              | 1                                                          |
| Länge                  | 6,98 m                                                     |
| Spannweite             | 17,00 m                                                    |
| Höhe                   | 1,59 m                                                     |
| Flügelfläche           | 12,27 m²                                                   |
| Flügelstreckung        | 23,56                                                      |
| Flügelpfeilung         | 1,5°                                                       |
| V-Stellung             | 2°                                                         |
| Tragflächenprofil      | Wortmann FX 61-168 (Wurzel) auf FX 60-1261 (Ende)          |
| Gleitzahl              | 41 bei 96 km/h                                             |
| Geringstes Sinken      | 0,62 m/s bei 71 km/h                                       |
| Rüstmasse              | 298 kg                                                     |
| Startmasse             | maximal 430 kg (ohne Ballast) maximal 490 kg (mit Ballast) |
| Flächenbelastung       | maximal 29/35 kg/m²                                        |
| Mindestgeschwindigkeit | 65 km/h                                                    |
| Höchstgeschwindigkeit  | 250 km/h                                                   |
| Lastvielfaches         | +6/−3g                                                     |

## Sonstiges
Das Kürzel SZD-39 wurde auch an einen Prototyp und Vorgänger der Jantar-Reihe vergeben, einem Hochleistungssegler für Wettkämpfe, der 1971 von Jerzy Popiel getestet wurde. Dessen genaue Bezeichnung lautet SZD-39-19 Jantar 19.